# Treasures
| Recensione | Giudizio |
| ---------- | -------- |
| AllMusic   |          |

Treasures è il trentaquattresimo album in studio della cantante statunitense Dolly Parton, pubblicato il 24 settembre 1996. Il disco è composto di cover di brani rock e country degli anni '60, '70, '80.

## Tracce
1. Peace Train – 4:40
2. Today I Started Loving You Again – 3:57
3. Just When I Needed You Most – 4:46
4. Something's Burning – 4:00
5. Before the Next Teardrop Falls – 4:07
6. After the Gold Rush – 3:45
7. Walking on Sunshine – 3:12
8. Behind Closed Doors – 2:59
9. Don't Let Me Cross Over – 3:03
10. Satin Sheets – 3:20
11. For the Good Times – 4:16